# Technologie intermédiaire
 (décembre 2022).

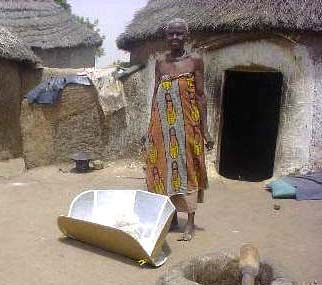
Les villageois comme cette femme à Zouzugu, Ghana, évite la Dracunculose et d'autres maladies véhiculées par l'eau en la pasteurisant dans un four solaire.

La technologie appropriée ou intermédiaire est un mouvement idéologique initié par l'économiste Ernst Friedrich Schumacher dans son ouvrage Small is beautiful. Bien que les acceptions de la technologie appropriée varient en fonction des domaines et des applications, il est généralement admis que cela englobe les choix technologiques et applications à petite échelle, décentralisés, à forte utilisation de main-d'œuvre, économes en énergie, respectueux de l'environnement et localement contrôlés.
La technologie appropriée est le plus souvent étudiée dans sa relation avec le développement économique et comme une alternative aux transferts de haute technologie des pays industrialisés (mobilisant une grande quantité de capital) vers les pays en développement. Cependant, les mouvements de technologies appropriées peuvent aussi bien s'appliquer aux pays développés qu'aux pays en développement.
Aujourd'hui, l'essor des technologies appropriées s'appuie également sur les principes de l'open source. À l'ère du numérique, cette « technologie à visage humain » contribue à proposer un nouveau modèle d'innovation centré sur les besoins humains.

## Histoire
Le concept est apparu au cours des années 1960. Il a été marqué par la création de l'Intermediate Technology Development Group par E.F. Schumacher en 1966, celui du Farallones Institute en Californie en 1968, celui du New Alchemy Institute au Massachusetts en 1969.
En 1973, Small is beautiful fait connaître le concept au grand public et ancre ses principes dans ceux de l'économie bouddhiste.
En 1976, en réponse au premier choc pétrolier et après l'élection de Jimmy Carter à la présidence des États-Unis, l'OCDE développe le concept identique de technologie appropriée. De nombreuses agences sont créées dans des pays en développement, particulièrement en Afrique et en Asie. Plusieurs existent encore. Le Congrès américain crée également un National Center for Appropriate Technology, le gouverneur de Californie Jerry Brown crée un Office of Appropriate Technology, et les États-Unis subventionnent de nombreuses initiatives sur le sujet.
En 1981, dès son arrivée au pouvoir, Ronald Reagan stoppe tout financement de ces projets et organismes. En 1982, le nouveau gouverneur de Californie George Deukmejian ferme l'Office of Appropriate Technology.
La technologie appropriée disparaît alors progressivement des discours. La mort de Schumacher, le supporter charismatique du concept, y est sans doute pour beaucoup. Mais certains historiens font de ce déclin une des composantes de la campagne pour « remasculiniser » l'Amérique après la défaite du Vietnam, remarquant que le mouvement se définissait surtout par des termes du type « techniques douces », etc.
Néanmoins les développements initiés et soutenus par le mouvement continuent (énergie solaire, éolienne, petit hydro-électrique, bio-méthanisation, bio-carburants, vélo et transports en commun, recyclage, compostage, agriculture biologique), mais sans le contexte idéologique qui leur donnerait une cohérence et une signification politique. Il s'agit d'ailleurs plus d'une déconnexion entre théorie et pratique que d'un effondrement de l'idéologie, comme le montre la liste des intervenants aux rencontres annuelles E.F. Schumacher Lectures.

## Définitions
« La Technologie Appropriée répond aux besoins de technologies à petite échelle comme solution aux problèmes de croissance rapide des coûts de l'énergie, à la croissance des pénuries de ressources énergétiques non renouvelables, et au problème permanent de développer des moyens par lesquels les individus et les communautés peuvent devenir auto-suffisantes et autonomes. Bien que ces problèmes affectent tout le pays, ce sont les communautés à bas revenus qui ont été les plus affectées par l'actuelle crise de l'énergie et qui ont le plus besoin d'une assistance effective pour arriver à l'autonomie. »

— Introduction du premier rapport annuel du NCAT

« La technologie appropriée est la technologie à visage humain. »

— E. F. Schumacher

« La doctrine centrale de la technologie appropriée est qu'une technologie doit être conçue pour s'adapter à et être compatible avec son cadre local. [...] Il y a toutefois un accord général pour dire que le but principal du mouvement pour une technologie appropriée est d'augmenter l'autonomie locale des gens au niveau local. »

— Mark Roseland, édition du 25e anniversaire de Small Is Beautiful

« C'est pas cher et ça marche. »

— Ray Schott, du NCAT à la fin des années 1970

« L'application des connaissances scientifiques et de la technologie modernes de façon à se conformer aux conditions et pratiques économiques, d'infrastructure, sociales et culturelles existantes. Par extension, le concept implique la mise en œuvre de solutions de basse-technologie incorporant la simplicité de conception, d'utilisation et de maintenance. »

— NALMS

« Technologie adaptée aux conditions locales. »

— Cooperating for Development

« Une technologie complémentaire aux talents caractéristiques du pays. »

— Virtual Zambia

« Une approche flexible et participative pour développer une technologie économiquement viable, applicable régionalement et soutenable. »

— IISD Developing Ideas

« Un ensemble de technologies utiles qui impose le moins de coûts intellectuels, économiques, sociaux ou même environnementaux au pays. »

— Société tchécoslovaque des Arts et des Sciences

« Conçue pour être utilisée dans les pays en développement et qui devrait être facile à utiliser par des personnes non qualifiées, et facilement réparée sur place. »

— Vestas, IUCN

« La technologie appropriée décrit une façon de satisfaire les besoins humains avec l'impact le plus faible sur les ressources finies de la Terre. La technologie est elle fabriquée localement ou utilise-t-elle des matériaux locaux ? Peut elle être fabriquée, ou au moins maintenue, avec un minimum de formation spécialisée ? Son utilisation est elle soutenable sur plusieurs générations ? Cause-t-elle des souffrances, humaines ou autres, dans sa fabrication ou son utilisation, disproportionnées avec ses bénéfices ? Pouvons nous financièrement nous l'offrir ? C'est une façon d'évaluer une technologie, une façon de penser aux impacts sociaux, économiques et environnementaux de l'introduction d'une technologie dans nos vies, et une technologie peut être appropriée dans certaines situation et pas dans d'autres. »

— Campus Center for Appropriate Technology

« La technologie appropriée c'est être conscient de ce que nous faisons et conscient des conséquences. La technologie appropriée est un processus ascendant ; elle ne se superpose pas à la situation ; c'est une solution aux besoins économiques qui vient authentiquement de la base. »

— Journey to Forever

« La technologie appropriée reflète une approche du développement technologique caractérisée par une ingénierie créative et saine qui reconnaît aussi bien les aspects sociaux, environnementaux, politiques, économiques que techniques d'une solution technologique envisagée pour résoudre un problème auquel est exposée une société. En général les technologies appropriées sont des technologies à plus petite échelle, qui sont écologiquement et socialement bénignes, abordables, et qui fonctionnent souvent aux énergies renouvelables. »

— Dennis Scanlin

« Une technologie qui est accessible et abordable pour des femmes et des hommes ordinaires au sein de leurs propres communautés, et qui est soutenable pour eux à la fois économiquement et environnementalement. »

— Center for Applied Community Technology Systems

« Une technologie qui est essentielle, abordable, demande peu de maintenance et qui améliore l'utilisation et la gestion soutenable des ressources et débouchés dans les régions arides avec une mûre perception du cadre, des conceptions et des valeurs environnementaux, sociaux, économiques et politiques. »

— Appropriate Technologies for Arid Lands

## Exemples
- agriculture : environnementalement saine, à petite échelle, simple, permaculture, biologique, cultures alternatives, compostage, recyclage, gestion intégrée des nuisibles et alternatives aux pesticides, irrigation à petite échelle, hydroponique, aquaculture, élevage à petite échelle
- outils agricoles : à petite échelle, simple, économiques, auto-construction, à main, traction animale, solaire, éolien, petit hydraulique
- séchage : conservation, et stockage: à petite échelle, simple, économiques, auto-construction, solaire
- sylviculture : environnementalement saine, à petite échelle, soutenable
- aquaculture : environnementalement saine, à petite échelle.
- approvisionnement en eau et assainissement : environnementalement saine, économisant l'eau, à petite échelle, sain, adapté aux zones rurales et aux petites communautés, pompage manuel, pompes simples et bon marché
- énergie : renouvelable, efficace, musculaire, alternatives aux combustibles fossiles, combustibles produits à la ferme
- cuisinières améliorées et production de charbon de bois : économisant le combustible, efficace, sain, à petite échelle
- énergie éolienne : pour l'irrigation, à petite échelle, auto-construction, économique,
- énergie hydraulique : micro-turbines, économique, à petite échelle, roue à eau, moulin à eau, petits barrages en terre,
- énergie solaire : Bouteilles solaires (équivalent à une ampoule de 60w), four solaire.
- biogaz :
- logement et construction :
- transport :
- santé :
- enseignement des sciences :
- éducation et formation informelle :
- petites entreprises et coopératives :
- communications locales :
- apiculture :
- micro-industries :
- préparation et secours aux catastrophes :